# ماكوان أميرخاني
ماكوان أميرخاني (مواليد 8 نوفمبر 1988) هو لاعب فنون قتال مختلطة إيراني - فنلندي  يشارك في وزن الريشة في بطولة القتال النهائي.

## وصلات خارجية
- ماكوان أميرخاني على موقع بوكس ريك (الإنجليزية) (registration required)
- ماكوان أميرخاني على موقع يو إف سي (الإنجليزية)
- ماكوان أميرخاني على موقع شيردوغ (الإنجليزية)
- ماكوان أميرخاني على موقع Tapology.com (الإنجليزية)